# Pierre Bellon
|  | Maskinoversættelse og/eller tvivlsomt indhold Denne sides indhold bærer præg af at være en maskinoversættelse og/eller meget dårligt og uklart formuleret. Det vurderes at sproget er så dårligt og eventuelt forkert eller til at misforstå, at det bør omskrives eller oversættes på ny. Du kan hjælpe med at oversætte til korrekt dansk i denne og lignende artikler. Hvis dette ikke sker inden for kort tid, kan en sletning komme på tale. Se evt. denne sides diskussionsside eller i artikelhistorikken. |

Pierre Bellon (24. januar 1930 – 31. januar 2022) var en fransk milliardær-forretningsmand, grundlægger af Sodexo, en multinational facility management- og fødevarevirksomhed.

## Karriere
Bellon sluttede sig til Société d'exploitations hôtelières, aériennes, maritimes et terrestres i 1958. Han startede som administrativ assistent og rejste sig til at blive virksomhedens administrerende direktør.
I 1966 grundlagde han Sodexho SA (omdøbt til Sodexo i 2008). Sodexo leverer en række hjælpetjenester til tusindvis af institutioner, herunder skoler, hospitaler, pensionscentre, virksomheds- og regeringskontorer, militær, rekreative faciliteter og kriminalforsorgsinstitutioner. Sodexo er et børsnoteret selskab på børserne i New York og Paris. Bellon trådte tilbage som administrerende direktør i Sodexo i 2005, men fortsatte som præsident for virksomheden indtil januar 2016, hvor hans datter Sophie Bellon efterfulgte ham som præsident.
Hans selvbiografi har titlen Je me suis bien amusé. Sodexho raconte....
Pierre Bellon opnåede en titel fra HEC Paris.